# Пула, Энтони
Энтони Пула (англ. Anthony Poola; род. 15 ноября 1961, Полару, Индия) — индийский кардинал. Епископ Карнулу с 8 февраля 2008 по 19 ноября 2020. Архиепископ Хайдарабада с 19 ноября 2020. Кардинал-священник с титулом церкви Санти-Протомартири-а-Виа-Аурелия-Антика с 27 августа 2022.

## Ранние годы
Энтони Пула родился 15 ноября 1961 года в Полару, в епархии Карнул. После посещения Малой семинарии в Назвиде он учился в Папской семинарии Святого Петра в Бангалоре. Он был рукоположен в священники 20 февраля 1992 года и инкардирован в епархии Кадапы.
Занимал следующие должности: в 1992—1993 годах: приходской викарий Мариацкого собора с 1992 года по 1993 год; приходской викарий в Амагампалли с 1993 года по 1994 год; пастор в Текурпете с 1994 года по 1995 год; пастор в Бадвеле с 1995 года по 2000 год; пастор в Вирапалли с 2000 года по 2001 год. Он получил степень магистра в области пастырской заботы о здоровье и прошел курсы богословия в Университете Лойолы в Чикаго. Он также работал в церкви Святой Женевьевы в Чикагской архиепархии.
Вернувшись в свою родную епархию Куддапы, он был директором Христианского фонда помощи детям и старикам с 2004 по 2008 год. Он также был епархиальным советником, секретарём по вопросам образования, заместителем администратора школ епархии и координатором спонсорской программы.

## Епископ
8 февраля 2008 года Папа Бенедикт XVI назначил его епископом Курнула.
19 ноября 2020 года Папа Франциск назначил его архиепископом Хайдарабада. Интронизация прошла 3 января 2021 года.

## Кардинал
29 мая 2022 года Папа Франциск объявил, что 21 прелат будут возведены в достоинство кардиналов на консистории от 27 августа 2022 года, среди которых было названо имя и архиепископа Энтони Пула.
Он первый из касты неприкасаемых и первый представитель этнической группы телугу, получивший звание кардинала.
27 августа 2022 года состоялась консистория на которой Энтони Пула получил кардинальскую шапку, кардинальский перстень и титул церкви Санти-Протомартири-а-Виа-Аурелия-Антика.

## Источник
- Информация (англ.)